# Apiomeris venustula
Apiomeris venustula är en mångfotingart som beskrevs av Filippo Silvestri 1917. Apiomeris venustula ingår i släktet Apiomeris och familjen klotdubbelfotingar. Inga underarter finns listade i Catalogue of Life.